# Wolfskirchen
Wolfskirchen település Franciaországban, Bas-Rhin megyében. Lakosainak száma 338 fő (2022. január 1.). Wolfskirchen Niederstinzel, Postroff, Burbach, Diedendorf, Eschwiller, Eywiller és Sarrewerden községekkel határos.

## Népesség
A település népessége az elmúlt években az alábbi módon változott:
| Lakosok száma | 357  | 354  | 359  | 344  | 345  | 346  | 350  | 344  | 338  |
|               | 2013 | 2015 | 2016 | 2017 | 2018 | 2019 | 2020 | 2021 | 2022 |